# 學界風流案
《學界風流案》，清代白話小說，天夢著。天夢，荊江（今湖北江陵）人，生平不詳，有《學界風流案》、《新官場風流案》、《官場風流案三集》、《魑魅魂》、《官場離婚案》、《蘇州繁華夢》等小說。此書回數不詳，有宣統元年（1909年）小說進步社刊本。阿英《晚清小說目》有著錄。